# Musei di Napoli
Napoli può vantare un patrimonio museale tra i più ricchi d'Italia, contando numerose decine di strutture museali, due delle quali d'indubbia rilevanza internazionale per la quantità e la qualità delle loro collezioni, cioè il Mann (universalmente considerato come il massimo museo d'archeologia romana) e Capodimonte (annoverabile tra le maggiori pinacoteche italiane ed europee).
La città continua a essere, tutt'oggi, fucina di arte: una prova di ciò ci è data dalla Linea 1 della metropolitana, le cui stazioni sono delle vere e proprie gallerie d'arte contemporanea.
Di seguito un elenco quasi esaustivo dei musei cittadini, molti dei quali rientranti nel centro storico di Napoli. Non fanno parte della lista gli edifici e le mostre gratuite come quelle di palazzo Venezia o quelle dell'arte presepiale napoletana, o ancora le cappelle, le sale e gli ambienti non "autonomi" che, seppur visitabili solo dietro acquisto di un biglietto d'ingresso, sono comunque compresi in edifici o complessi superiori. Sono questi i casi della sala del tesoro della chiesa di san Domenico Maggiore, della basilica di Santa Restituta all'interno del duomo, ecc.

## Musei

### Musei storico-artistici-archeologici
- Museo archeologico nazionale

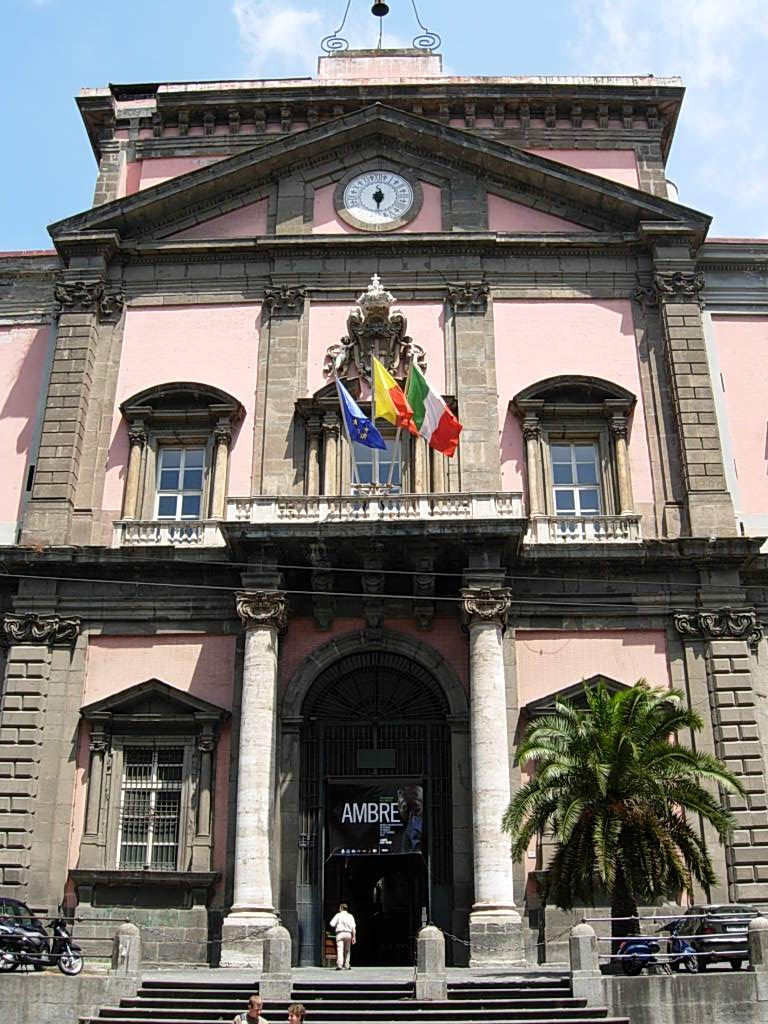
Museo archeologico nazionale

Il museo si trova in piazza Museo, di fronte alla galleria Principe di Napoli, nel cinquecentesco palazzo del real museo voluto da Carlo III di Borbone per ospitarvi la collezione Farnese, prima sita nella reggia di Capodimonte. È ritenuto uno dei più importanti musei archeologici al mondo, vantando il più ricco e pregevole patrimonio di opere d'arte e manufatti d'interesse archeologico in Italia. I nuclei principali che costituiscono il museo sono: la Collezione Farnese (costituita da reperti provenienti da Roma e dintorni); le collezioni pompeiane (reperti provenienti da Pompei e dal suo ager, Ercolano e Stabia e altri siti antichi dell'area vesuviana, facenti parte soprattutto delle collezioni borboniche); la collezione egizia, più antica e terza per importanza come collezione di manufatti egizi in Italia; infine reperti provenienti da scavi effettuati nell'area di competenza della Soprintendenza ai Beni Archeologici di Napoli e Caserta (sezione Preistorica, Cumana, Pithecusae, Neapolis, ecc.) di cui il Museo fa parte.
- Museo nazionale di Capodimonte

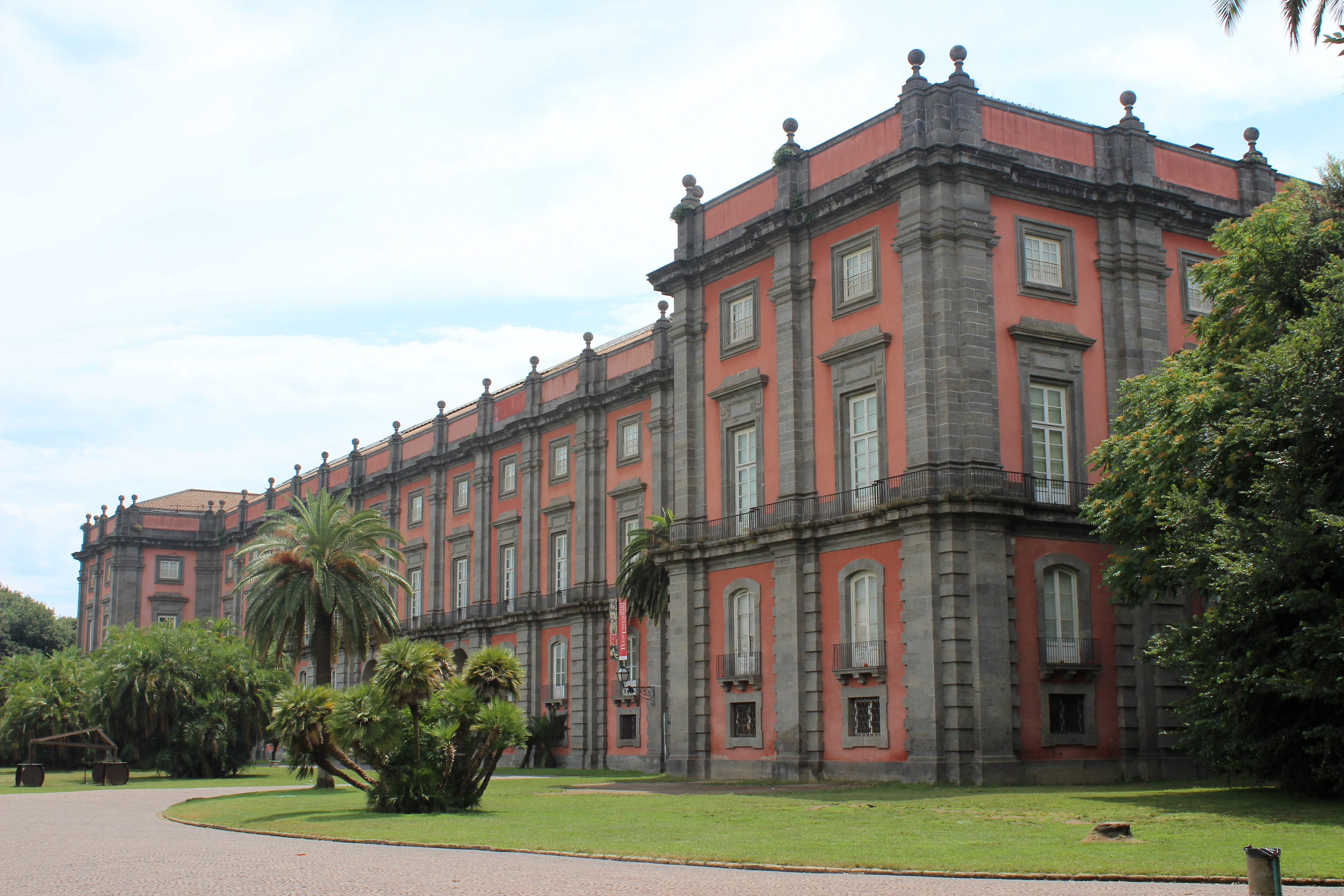
Museo nazionale di Capodimonte

Si trova all'interno del bosco omonimo e costituisce una delle principali gallerie d'arte d'Italia e d'Europa. La reggia fu voluta da Carlo di Borbone nel 1737 e fu di fatto la prima residenza reale edificata dalla famiglia borbonica. L'intento era quello di ospitare le sculture archeologiche della collezione Farnese, poi trasferite al palazzo degli Studi. Nel corso degli anni, il palazzo si è arricchito di un numero inestimabile di pitture e statue donate alla città, ereditate o acquisite, risalenti a un periodo che va dal XIII secolo fino a quello contemporaneo. Sono ivi presenti molte migliaia di opere spesso di importantissimi artisti del calibro di Caravaggio, Masaccio, Simone Martini, Raffaello, Tiziano, Botticelli, Andrea del Sarto, Filippino Lippi, Giulio Romano, Andrea Mantegna, Perugino, Giovanni Bellini, Lorenzo Lotto, Jacopo Palma il Vecchio, Sebastiano del Piombo, Pinturicchio, Moretto, Luca Signorelli, Pontormo, Francesco Salviati, Rosso Fiorentino, Giorgio Vasari, il Correggio, Parmigianino, Annibale Carracci, Ludovico Caracci, Domenichino, Guido Reni, Giovanni Lanfranco, il Guercino, Bartolomeo Schedoni, Pieter Brueghel il Vecchio, Colantonio, El Greco, Francisco Goya, Lucas Cranach, Joos van Cleve, Antoon van Dyck, Jusepe de Ribera, Luca Giordano, Francesco Solimena, Mattia Preti, Battistello Caracciolo, Artemisia Gentileschi, Massimo Stanzione, Bernardo Cavallino, il Cavalier d'Arpino, Carlo Maratta, Sebastiano Ricci, Bernardo Bellotto, Francesco Guardi, Corrado Giaquinto, Raphael Mengs, Antonio Canova, Vincenzo Camuccini, Francesco Hayez, Domenico Morelli, Filippo Palizzi, Giovanni Boldini, Giovanni Fattori, Giuseppe Pellizza da Volpedo, Vincenzo Gemito, Alberto Burri, Andy Warhol e tanti altri ancora. La reggia non contiene solo quadri e sculture, ma anche collezioni d'arti minori, una prestigiosa armeria (in gran parte di provenienza farnesiana) e soprattutto lo storico appartamento reale, dotato di ambienti di grande suggestione, come il Salone delle Feste (affrescato da Salvatore Giusti e ancora dotato degli arredi fatti apporre da Ferdinando II) e il Salottino di porcellana di Maria Amalia di Sassonia.
- Palazzo Reale

La reggia napoletana si trova in piazza del Plebiscito, di fronte alla basilica di San Francesco di Paola. Sorta nel 1600 per volontà di Fernando Ruiz de Castro, il complesso fu opera di Ferdinando Fuga pur ricevendo nei secoli successivi importanti rimaneggiamenti eseguiti tra gli altri anche da Luigi Vanvitelli. La facciata principale è caratterizzata da otto nicchie nelle quali sono collocate altrettante sculture ottocentesche rappresentanti tutti i re di Napoli. Il palazzo monumentale è ammirabile sia nella veste di appartamento storico, dotato di sale e saloni stuccati da Giovan Battista Natali e Gaetano Genovese e affrescati da pittori come Belisario Corenzio, Battistello Caracciolo, Domenico Antonio Vaccaro, Francesco De Mura, Nicola Maria Rossi, Giuseppe Cammarano e Gennaro Maldarelli e riccamente arredati da arazzi, lampadari e altri oggetti d'epoca, sia nella veste di galleria di dipinti, esponendo alcune centinaia di tele in parte di artisti prestigiosi, come: Tiziano, Guido Reni, Guercino, Giovanni Antonio Galli, Bartolomeo Schedoni, Marinus van Reymerswaele, Gerard van Honthorst, Massimo Stanzione, Luca Giordano, Paolo De Matteis, Andrea Vaccaro, Mattia Preti, Carlo Dolci, Francesco De Mura, Giuseppe Bonito, Vincenzo Camuccini, Filippo Palizzi eccetera. Nell'ala ovest del palazzo vi è la biblioteca nazionale Vittorio Emanuele III, ospitata in molteplici ambienti affrescati e stuccati da artisti di stampo neoclassico dopo l'incendio del 1837; sul lato posteriore, invece, vi sono collocate le sculture dei Palafrenieri. 
- Cappella Sansevero

Si trova tra il decumano inferiore e quello maggiore, nei pressi di piazza San Domenico Maggiore. La cappella, voluta dal duca Giovan Francesco de Sangro alla fine del XVI secolo vicina al palazzo di famiglia, attira su di sé numerose leggende macabre relative agli esperimenti e alla vita privata del successore Raimondo di Sangro VII principe di Sansevero. Quest'ultimo arricchì nel XVIII secolo la cappella con numerose opere che rendono la stessa un vero e proprio gioiello d'arte della città partenopea, ricca di sculture settecentesche e di cicli d'affreschi. Tra le principali opere marmoree si ricordano il Cristo Velato del Sanmartino, la Pudicizia Velata del Corradini e il Disinganno di Francesco Queirolo. Al piano inferiore, invece, sono collocate le Macchine anatomiche, presunte tracce di esperimenti su umani eseguiti da Raimondo di Sangro. In sacrestia ha trovato posto a partire dal 2020 il ritratto di Raimondo De Sangro di Francesco De Mura.
- Museo nazionale di San Martino

È uno dei più importanti musei di Napoli, situato sulla collina del Vomero adiacente al castel Sant'Elmo e all'interno dell'omonima certosa. Il percorso museale comprende - oltre alla chiesa, ai due chiostri e agli ambienti privati tipici delle strutture religiose (sacrestia, cappella del tesoro vecchia, cappella del tesoro nuova, refettorio, farmacia eccetera) - varie sezioni. Quella dedicata alle carrozze, quella navale, quella presepiale, quella teatrale, quella dell'opera (con opere d'arte e oggetti che testimoniano della vita della Certosa), quella dei ricordi storici del Regno (che espone la celebre Tavola Strozzi), quella delle stampe e dei disegni, quella sulle arti decorative, la Donazione Alisio (con circa 100 dipinti e acquerelli donati in anni recenti dagli eredi del professor Giancarlo Alisio che hanno come oggetto vedute della città e dei dintorni), il Quarto del Priore (con sculture e dipinti di artisti come Pietro Bernini, Nicola Fumo, Jusepe de Ribera, Luca Giordano, Battistello Caracciolo, Massimo Stanzione, Micco Spadaro eccetera) e la Galleria dell'Ottocento (che possiede molte sculture e circa 950 dipinti -non tutti esposti- della Scuola di Posillipo, di quella di Resina e in generale di artisti gravitanti attorno all'Accademia, come Vincenzo Gemito, Filippo Cifariello, Achille D'Orsi, Giacinto Gigante, Domenico Morelli, Filippo Palizzi, Francesco Paolo Michetti, Antonio Mancini, Edoardo Dalbono, Vincenzo Migliaro, Giuseppe De Nigris, Federico Rossano, Marco De Gregorio e tantissimi altri ).
- Gallerie d'Italia Intesa San Paolo, Palazzo del Banco di Napoli

Si trova in via Toledo ed espone un nutrito nucleo di dipinti, sculture e disegni appartenenti al Banco di Napoli. Tra le opere sei-settecentesche si annoverano quadri di Pietro da Cortona, Artemisia Gentileschi, Gerard van Honthorst, Simon Vouet, Battistello Caracciolo, Bernardo Cavallino, Luca Giordano, Francesco Solimena, Francesco De Mura, Gaspare Traversi, Corrado Giaquinto, Antonio Joli, Gaspar Van Wittel e soprattutto l'ultimo dipinto di Caravaggio, il Martirio di sant'Orsola; mentre tra quelle ottocentesche si possono citare le vedute di Anton Sminck van Pitloo e Giacinto Gigante i quadri di Domenico Morelli, Francesco Paolo Michetti, Antonio Mancini, Francesco Netti, Salvatore Postiglione, Gioacchino Toma, Gaetano Esposito, Vincenzo Migliaro, Domenico Battaglia, Vincenzo Caprile, dei fratelli Filippo, Giuseppe e Nicola Palizzi,  Francesco Mancini e altri e, infine, il rilevante nucleo di sculture e disegni di Vincenzo Gemito. A lungo la collezione è stata esposta nel Palazzo Zevallos, sempre in via Toledo. Nel 2022 è avvenuto  lo spostamento delle collezioni nel vicino Palazzo del Banco di Napoli, con l'aggiunta di una sala archeologica con vasi attici e affreschi pompeiani e di una sezione d'arte contemporanea con lavori di artisti come Joan Mirò, Andy Warhol, Alberto Burri, Lucio Fontana, Michelangelo Pistoletto e altri ancora.
- Museo del Tesoro di san Gennaro

L'ingresso si trova accanto al duomo di Napoli. È considerabile come uno dei "musei minori" più prestigiosi della città, in quanto possiede un inestimabile patrimonio di oltre 21.000 opere, esposte però nel numero di circa 3.000 tra la cappella e le sale del museo. Secondo gli esperti il tesoro di san Gennaro sarebbe addirittura più ricco di quello della corona d'Inghilterra della regina Elisabetta II e degli zar di Russia. Durante il percorso sono visibili anche pitture su tela, su rame e ad affresco di Francesco Solimena, Massimo Stanzione, Luca Giordano, Giacomo Farelli e Aniello Falcone.
- Museo nazionale della ceramica Duca di Martina

Custodisce opere della cosiddetta "arte minore", vedendo prevalere maioliche seicentesche e opere di porcellana della scuola di Capodimonte, ma anche decine di opere pittoriche (soprattutto in forma di bozzetto) di pittori napoletani del Seicento e del Settecento. Il museo è ospitato all'interno della villa Floridiana, situata quest'ultima al Vomero e voluta da Ferdinando IV di Borbone nel 1815 per la duchessa di Floridia, nonché sua moglie, Lucia Migliaccio. La collezione di porcellana presente fu donata alla città nel 1911 dai nipoti del legittimo proprietario Placido de Sangro. I suddetti pezzi risalgono alla seconda metà dell'Ottocento, quando gli stessi iniziarono a essere collezionati dal de Sangro. Sono ivi presenti anche porcellane cinesi di epoca Ming (1368 - 1644), Qing (1644 - 1911) e giapponesi Kakiemon e Imari.
- Pinacoteca del Pio Monte della Misericordia

Il complesso del Pio Monte della Misericordia (ente caritatevole voluto da sette nobili napoletani), sito in piazza Riario Sforza, fu fondato agli inizi del Seicento. Nello spazio della chiesa ospitò sin dalla sua costituzione importanti tele del Seicento napoletano come la Liberazione di San Pietro di Battistello Caracciolo, la Deposizione di Luca Giordano e soprattutto le Sette opere di misericordia di Caravaggio. Nel piano nobile del palazzo, posto esattamente al di sopra della chiesa, si trova la Pinacoteca, una delle maggiori raccolte private italiane aperte al pubblico, con 140 dipinti dal XVI al XIX secolo di Jusepe de Ribera, Luca Giordano, Mattia Preti, Francesco De Mura (il quale donò in via testamentaria al Pio Monte una collezione di 192 dipinti di sua mano da vendere per scopi benefici; a oggi ne restano 36), Andrea Vaccaro, Massimo Stanzione, Bernardo Cavallino, Paolo De Matteis,  Domenico Antonio Vaccaro, Fabrizio Santafede, Giovanni Baglione, Il Cerano, Cesare Fracanzano, Giacomo Farelli, Domenico Corvi, Anton Sminck van Pitloo e altri. In anni recenti è stata aperta anche una sezione di arte contemporanea con circa 40 opere sul tema della Misericordia realizzate con diversi materiali da importanti artisti odierni come Anish Kapoor, Jannis Kounellis, Mimmo Paladino, Francesco Clemente, Joseph Kosuth e altri. Infine nel palazzo si conserva una biblioteca privata, tra le più significative di Napoli, composta dal fondo archivistico del Pio Monte e da altri pervenuti perlopiù grazie a donazioni di famiglie nobiliari.
- Quadreria dei Girolamini

Situata dentro il vasto Complesso dei Girolamini (comprendente anche una chiesa monumentale, tra le più significative di Napoli, due chiostri, due oratori - quello dell'Assunta e quello dei Dottori - e una biblioteca che è la seconda più antica d'Italia tra quelle ancora esistenti) la quadreria nacque solo nel XX secolo a seguito di una riorganizzazione delle opere pittoriche accumulate nel corso dei secoli dai Padri Oratoriani. La collezione conta più di cento dipinti e presenta soprattutto quadri del Cinquecento e del Seicento dall'eterogenea provenienza. Infatti ai dipinti di ambito napoletano di artisti come Andrea Sabatini, Jusepe de Ribera, Battistello Caracciolo, Luca Giordano, Francesco Solimena, Andrea Vaccaro, Massimo Stanzione, Cesare Fracanzano, Fabrizio Santafede, Giovanni Bernardo Azzolino, Giovanni Antonio d'Amato e Giuseppe Simonelli, si sommano quelli riconducibili a vari maestri del manierismo e del barocco d'area toscana, emiliana e romana come Guido Reni, il Cavalier d'Arpino, Francesco Gessi, Elisabetta Sirani, Francesco Vanni, Federico Zuccari, Francesco Curradi, Giovanni Balducci, Francesco Allegrini, Cristoforo Roncalli, Sebastiano Conca e Ludovico Mazzanti e infine alcuni d'estrazione fiamminga (come il Sant'Onofrio di Matthias Stomer, il San Girolamo di Hendrick van Somer e il Salvator Mundi attribuito a Bartholomäus Spranger). In anni recenti il recupero di alcune opere dimenticate a lungo nei depositi (valgano come esempi la Cena in Emmaus di Massimo Stanzione e la Madonna della Valicella di Carlo Sellitto) ha portato a un ampliamento del materiale esposto. 
- Museo civico di Castel Nuovo

Il museo è situato all'interno del Maschio Angioino ed è costituito da due livelli. Il primo, che attraversa gli ambienti di rappresentanza del castello come la Sala dei Baroni e la Cappella Palatina, conserva dipinti e sculture che vanno dal XV al XVIII secolo per opera di artisti come Francesco Laurana, Domenico Gagini, Mattia Preti, Luca Giordano, Francesco Solimena, Battistello Caracciolo, Domenichino, Pacecco De Rosa, Fabrizio Santafede, Marco Cardisco, Giacomo del Pò, Guglielmo Borremans, Andrea Malinconico, Giuseppe Recco, Jacopo Cestaro, Pietro Bardellino e che provengono perlopiù da chiese sconsacrate ed enti soppressi di proprietà comunale. Il secondo espone una vasta collezione di opere d'arte dell'Ottocento e del Novecento napoletano con nomi come Vincenzo Gemito, Gioacchino Toma, Teofilo Patini, Vincenzo Marinelli, Vincenzo Caprile, Vincenzo Migliaro, Edoardo Dalbono, Gaetano Esposito, Francesco Mancini, Federico Rossano, Edoardo Tofano, Camillo Miola, Bernardo Celentano, Attilio Pratella, Giuseppe Casciaro, Luigi Crisconio, Edgardo Curcio, Eugenio Viti e altri. In anni recenti si è avuto un arricchimento di numerose decine di opere grazie ad alcune donazioni (quella degli eredi di Francesco Jerace, di Giuseppe Renda, di Saverio Gatto, Giovanni Tizzano e Alberto Chiancone).
Nel medesimo Castel Nuovo, ma scorporata dal Museo civico, ha sede anche la Fondazione Valenzi, la quale espone una collezione composta da alcune decine di dipinti e disegni di importanti artisti novecenteschi (che furono a stretto contatto con l'intellettuale e politico di origini tunisine) come José Ortega, Roberto Matta, Antonio Corpora, Renato Guttuso, Emilio Notte, Armando De Stefano, Carlo Levi, Paolo Ricci e altri.
- Museo diocesano

Museo civico di Castel Nuovo

Ubicato nel largo Donnaregina, il museo occupa una serie di ambienti del primo piano del monastero di Santa Maria Donnaregina. In esso sono esposte alcune sculture (di artisti come Nicola Fumo e Giovan Domenico Vinaccia), molti dipinti (di artisti come Luca Giordano, Francesco Solimena, Paolo De Matteis, Sebastiano Conca, Massimo Stanzione, Andrea Vaccaro, Aniello Falcone, Pacecco De Rosa, Giovanni Ricca, Fabrizio Santafede, Marco Pino eccetera) e vari arredi provenienti dal Duomo, dal Palazzo Arcivescovile e da chiese distrutte (dai Risanamenti avuti dalla città dall'Unità d'Italia in poi o dai bombardamenti della Seconda Guerra Mondiale) o sconsacrate. Nel percorso di visita sono ovviamente incluse anche le due chiese, quella barocca di Donnaregina Nuova e quella gotica di Donnaregina Vecchia, e il chiostro.
- Museo del conservatorio di San Pietro a Majella

Il museo del conservatorio di san Pietro a Majella sorge lungo il decumano maggiore ed è forse il museo più importante al mondo per la materia che tratta. La raccolta di strumenti che ospita nel polo museale, infatti, è di inestimabile valore per numerosità e importanza. Il museo nasce a seguito della prestigiosa storia che il conservatorio vanta, quando Napoli era una delle principali città sul panorama musicale europeo. Si diplomarono qui illustri compositori e musicisti, come Ruggero Leoncavallo, Vincenzo Bellini, Domenico Cimarosa, Domenico Scarlatti, Saverio Mercadante, Francesco Cilea, Giovanni Paisiello e tanti altri ancora. I reperti storici acquisiti nel corso della cinquecentesca vita del conservatorio ha portato oggi alla costituzione di un museo che espone una quadreria fatta da più di 150 ritratti di compositori, eseguiti in molti casi da importanti pittori ottocenteschi come Filippo Palizzi, Domenico Morelli, Horace Vernet, Gaetano D'Agostino, Francesco Paolo Michetti, Francesco Saverio Altamura, Ignazio Perricci, Edoardo Dalbono, Raffaele e Salvatore Postiglione, Gennaro e Federico Maldarelli, Francesco Mancini, Vincenzo Marinelli, Carlo Stragliati, Andrea Cefaly, Alfonso Simonetti, Francesco Sagliano eccetera; una vasta raccolta di antichi strumenti musicali nella quale si annoverano l'arpa di Stradivari e Sébastien Érard e i pianoforti di Saverio Mercadante, Giovanni Paisiello e Domenico Cimarosa; numerosi autografi e libretti di opere; infine, busti e sculture, come il Beethoven di Francesco Jerace ammirabile nel chiostro grande del complesso.
- MEMUS

Il museo si trova nel Teatro di San Carlo e prevede una visita iniziale con percorsi fuori l'"itinerario classico" utilizzando lo storico accesso che Carlo di Borbone volle dall'adiacente residenza reale. Infatti proprio dalla reggia inizia il tracciato, visitando storici ambienti non visibili né se si accede al Palazzo Reale, né al san Carlo come spettatore. Il real teatro ospita dal 1º ottobre 2011 anche il MEMUS (acronimo di "memoria" e "museo"), nel quale si espongono opere d'arte (quadri, fotografie, strumenti musicali, costumi, documenti d'epoca, un archivio musicale audio e anche uno delle immagini video) che ripercorrono la storia del più antico teatro d'opera in Europa e dell'opera italiana in generale.
- Museo civico Gaetano Filangieri

Il museo si trova su via Duomo, nel rinascimentale palazzo Como. La raccolta di opere si deve a Gaetano Filangieri iunior che lasciò nel palazzo tutte le sue collezioni, in gran parte perse durante l'ultimo conflitto mondiale. Tuttavia, numerosi donazioni effettuate nella seconda metà del Novecento hanno permesso di ricostruire una collezione di oltre tremila opere tra dipinti, sculture, armature, porcellane, maioliche, vetri, medaglie. Il nucleo pittorico (come detto sopra, ridottosi a causa delle perdite subite nella seconda guerra mondiale) vede numerose decine di quadri di artisti come il Guercino, Jusepe de Ribera, Mattia Preti, Luca Giordano, Nicola Malinconico, Francesco Solimena, Battistello Caracciolo, Andrea Vaccaro, Matthias Stomer, Bernardino Luini, Innocenzo Francucci, Michele Marieschi, François Boucher, Jakob Philipp Hackert, Angelica Kauffmann, Giuseppe Bonito, Natale Carta, Filippo Palizzi e altri. Di piccola consistenza, ma d'indubbio valore è l'insieme di statue e busti di scultori locali come Lorenzo Vaccaro, Giuseppe Sammartino, Antonio Calì, Francesco Jerace, Tito Angelini e Gesualdo Gatti. Nel museo vi è anche una ricca biblioteca con manoscritti che vanno dal XIII fino al XIX secolo; mentre infine giace nei depositi la preziosa collezione numismatica di oltre 3200 pezzi donata dagli eredi di Giovanni Bovi al Museo nel 1984.
Il museo possiede una seconda sede nella Villa Livia, sita nel Parco Grifeo, attualmente chiusa al pubblico e in attesa di urgenti lavori di restauro.
- Museo d'arte contemporanea Donnaregina

Il Museo d'arte contemporanea Donnaregina (MADRE) è ubicato nello storico palazzo Donnaregina e nell'adiacente chiesa omonima trecentesca, nel largo Donnaregina e costituisce la maggiore esposizione pubblica d'arte contemporanea in città, ospitando opere di Andy Warhol, Alberto Burri, Domenico Paladino, Jannis Kounellis e altri ancora.
- Galleria dell'Accademia

La raccolta si trova all'interno dell'istituto accademico universitario. Essa espone circa 500 dipinti (in parte riconducibili alla donazione effettuata da Filippo Palizzi) che vanno dal XVI al XX secolo, una raccolta di 206 tra disegni e acquerelli, realizzati da maestri e allievi dell'Accademia e circa 70 sculture. Vi sono, infine, anche una gipsoteca, una biblioteca con circa 20 000 volumi e una sezione video. È aperta gratuitamente di mattina dal martedì al venerdì.
- Museo Principe Diego Aragona Pignatelli Cortés

Il museo si trova nella riviera di Chiaia ed è rappresentato sostanzialmente dalla ottocentesca villa voluta da Ferdinand Richard Edward Dalberg-Acton. Di stile neoclassico, nell'edificio è ammirabile l'appartamento storico con le sue decorazioni e i suoi arredi risalenti alla Belle Époque.
Inoltre nelle scuderie della villa è ospitato il Museo delle Carrozze. Il pezzo principale è la raccolta di trentaquattro carrozze e calessi di produzione italiana, inglese e francese.
- Palazzo delle Arti di Napoli

Si trova nello storico palazzo Carafa di Roccella, in via dei Mille. Il museo PAN ospita opere di arte contemporanea in tutte le sue forme: pittura, scultura, fotografia, grafica, fumetto, design, videoarte, cinema, ecc.

Museo dell'Opera di San Lorenzo Maggiore

- Museo dell'Opera di San Lorenzo Maggiore

Il museo ha sede in piazza San Gaetano all'interno dell'omonima basilica. Si tratta di un polo museale che permette di ammirare gli antichi ambienti del convento (sala Capitolare, sala Sisto V e il chiostro), un sito archeologico posto sotto l'edificio religioso e le collezioni settecentesche appartenute al convento stesso (abiti, pitture, arredi, ecc.). Il sito archeologico risale all'epoca greca, quando in quel luogo sorgeva l'agorà, e più nello specifico, quando quell'area della piazza era destina alle attività commerciali.
- Museo dell'Opera di Santa Chiara

Si trova nel complesso di santa Chiara, nei pressi di piazza del Gesù Nuovo. Il museo espone resti archeologici rilevati nel sottosuolo della basilica e oggetti sacri appartenuti al monastero. L'accesso al museo dell'Opera si trova all'interno del chiostro delle Clarisse, uno dei più belli della città grazie alle maioliche decorative eseguite da Domenico Antonio Vaccaro nella prima metà del XVIII secolo.
- Museo d'arte della fondazione Pagliara

È uno dei musei del Complesso dell'Università degli Studi Suor Orsola Benincasa. Esso espone dipinti, sculture e arredi appartenuti a Rocco Pagliara, scrittore e giornalista vissuto nella Napoli della Belle Époque.
- Museo storico dell'Istituto Suor Orsola Benincasa

Ubicato nel Complesso dell'Università degli Studi Suor Orsola Benincasa, si tratta di una sezione che espone oggetti e opere d'arte che arredavano gli ambienti del complesso monastico nei secoli passati, i due pezzi più rilevanti sono l'Andata al Calvario firmata da Ribera e il Cristo morto ligneo di Giacomo Colombo.
- Museo del Circolo Artistico Politecnico

Si trova in piazza Trieste e Trento all'interno del monumentale palazzo del Cardinale Zapata. Il museo espone la collezione del Circolo Artistico Politecnico (fondato da Giuseppe Caravita, principe di Sirignano), formata da più di 500 pitture, disegni e sculture di artisti attivi nella Napoli post-unitaria che in molti casi erano membri del circolo (Vincenzo Gemito, Francesco Jerace, Achille D'Orsi, Edoardo Dalbono, Vincenzo Caprile, Paolo Emilio Passaro, Salvatore e Luca Postiglione, Giuseppe De Sanctis, Luigi De Luca, eccetera). Tale collezione è esposta in suggestivi ambienti in stile Liberty.
- Museo artistico industriale Filippo Palizzi

Il museo, ubicato alle spalle di piazza del Plebiscito in quello che era il Monastero di Santa Maria della Solitaria, espone pezzi archeologici (circa 6 000) risalenti al periodo della Magna Grecia o all'epoca egizia, donati nel corso della storia da principi, musei o da privati; quest'ultimo è il caso di Filippo Palizzi, a cui è intitolato il museo stesso. Sono poi presenti in loco anche alcuni dipinti del Palizzi, alcune ceramiche aragonesi e una scultura bronzea di Vincenzo Gemito risalente alla seconda metà del XIX secolo, lo Zio prete.
- Museo d'arte religiosa contemporanea

Il museo, aperto nel 2006, espone opere di arte contemporanea raccolte dal 1949 a oggi aventi per oggetto la religione. Il museo è ubicato nel chiostro di San Ferdinando di Santa Maria la Nova.
- Museo Napoli Novecento 1910-1980

Si tratta di un museo storico che testimonia lo sviluppo artistico di Napoli del XX secolo. Ubicato negli ambienti del Carcere Alto del Castel Sant'Elmo, in largo San Martino, le circa 170 opere esposte riguardano sculture, pitture e grafica, realizzate per la gran parte da artisti napoletani e campani.
- Museo dell'Opera Pia Purgatorio ad Arco

Il Museo dell'Opera Pia Purgatorio ad Arco si trova all'interno dell'omonima chiesa di Napoli e mostra diversi reperti religiosi che testimoniano e documentano l'intensa attività liturgica che per diversi secoli (dal XVII al XIX) ha caratterizzato l'istituzione. Sono inoltre presenti alcuni dipinti della scuola napoletana.
- Museo dei Pellegrini[12]

Il museo si snoda negli ambienti interni, appartenenti all'omonima arciconfraternita, della Chiesa della Santissima Trinità dei Pellegrini e presenta una discreta collezione di dipinti (di artisti come Luca Giordano, Andrea Vaccaro, Bernardino Campi, Carlo Maratta, Pietro Bardellino, Giuseppe Bonito, Nicola Malinconico, della scuola di Ribera, Paolo Vetri eccetera), sculture, paramenti sacri e reliquiari.
- Stazione Neapolis

La Stazione Neapolis espone tutti i reperti archeologici rinvenuti durante gli scavi della metropolitana di Napoli. Il nucleo principale è composto da pezzi della città greca; non mancano reperti di epoca romana, bizantina, medievale e di quella spagnola del XV secolo fino al XVII secolo.
- Museo archeologico etrusco De Feis

Il piccolo museo è ubicato all'interno dell'istituto scolastico Francesco Denza di Napoli, sulla collina di Posillipo. Il Museo che sino al decennio scorso era a Firenze nello storico Istituto Collegio "Alla Querce" dell'Ordine ecclesiastico dei barnabiti è stato trasferito, per esigenze di tutela e valorizzazione, nell'Istituto napoletano durante il mese di luglio 2014. Al suo interno custodisce una rara collezione di reperti archeologici adunata nella metà dell'Ottocento da p. Leopoldo De Feis, barnabita e docente di materie classiche presso l'Istituto Fiorentino. Nella collezione s'individuano due nuclei principali: l'uno di reperti provenienti da Orvieto, databili tra il VII-III sec. a.C.; l'altro di reperti provenienti da Montesarchio databili tra il IV-III sec. a.C. donati dalla famiglia D'Avalos. Un sarcofago antropomorfo di terracotta, etrusco-ellenistico, e nuclei di minore entità sono visibili nel nuovo allestimento del Museo.
- Museo di Etnopreistoria: è sito nel Castel dell'Ovo[13].
- Museo Storico Duca d'Aosta della Scuola militare "Nunziatella": il museo della scuola militare, fondata da Ferdinando IV nel 1787, raccoglie medaglie, dipinti, armi, vessili appartenuti agli allievi, tra i quali Amedeo I e Amedeo III duchi d'Aosta.

- MAMT, o meglio Museo della Pace, sito nel Grand Hotel de Londres a Piazza Municipio.
- Museo del corallo
- Museo del tessile e dell'abbigliamento Elena Aldobrandini
- Ice Art Gallery
- Museo della Fondazione Plart
- Fondazione Morra Greco - la Fondazione Morra Greco ha adibito una consistente parte del Palazzo Caracciolo di Avellino a museo d'arte contemporanea.
- Museo Hermann Nitsch
- Museo di Totò[14] in allestimento (presso il palazzo dello Spagnolo)
- Museo dei Pupi in fase di allestimento presso il Complesso di Santa Maria la Nova[15]
- Museo della Legalità in fase di allestimento presso il Castel Capuano[16]
- Pinacoteca della Città Metropolitana in fase di allestimento[17]
- Museo dell'attore napoletano
- Il cartastorie - Archivio storico del banco di Napoli e percorso virtuale
- Ospedale delle bambole (presso il Palazzo Marigliano)
- Museo del giocattolo di Napoli[18] (Università degli Studi Suor Orsola Benincasa)
- Museo delle Torture
- Museo della Guerra (nel sito archeologico del sottosuolo di Napoli)
- Museo dei vigili del fuoco, nella storica caserma di via del Sole. Il corpo fu fondato a Napoli nel 1833 per volontà di Ferdinando II di Borbone.[19]
- Villa Costanza-Centro Studi per la Storia della Ceramica Meridionale. Si tratta di una casa-museo privata che conserva una ricchissima raccolta di ceramiche e maioliche d'area campana dal '400 al '900.[20][21]
- Il Museo dell' Opera dell' Arciconfraternita e Monte di San Giuseppe dei Nudi.

Istituito nel 2025, espone in sei sale dipinti, sculture, paramenti e reliquie appartenenti all' Ente.
- Il Museo Pompeiano verrà realizzato nell'Albergo dei Poveri. Esporrà in venti sale numerosi reperti attualmente nei depositi del Museo Archeologico[23].
- Il Museo dell'Arte Salvata è in fase di allestimento presso il Castel Sant'Elmo e dovrebbe essere aperto nell'autunno del 2025[24].
- Museo della pallanuoto, in progettazione[25]
- Museo Masseria Luce
- Museo Permanente del Presepe Napoletano
- Museo Caruso
- Museo della Moda
- Casa museo Murolo
- Casa museo Enrico Caruso
- Museo Diego Armando Maradona[26]
- Museo delle Illusioni di Napoli
- Museo della tipografia[27]
- Museo del Cammeo
- Museo Madre [28]
- Museo Cammarota Antonio
- Museo del sottosuolo napoletano
- Museo di Napoli

### Musei Tecnico-Medico-Scientifici
- Città della scienza

Il museo scientifico si trova a Bagnoli. L'ala museale dell'istituto scientifico è quella del "Science Center", nella quale si possono sperimentare direttamente diversi fenomeni scientifici.
- Museo nazionale ferroviario di Pietrarsa

Ubicato nella periferia orientale della città, tra San Giovanni a Teduccio e Portici, il museo di Pietrarsa sorge esattamente nell'area dove vi era la fabbrica di locomotive a vapore voluta da Ferdinando II di Borbone nel 1845. Il museo, certamente il più importante in Italia di questo genere, è formato da sette padiglioni nei quali sono esposti un importante numero di locomotive storiche, che vanno da quelle a vapore, a quelle elettriche trifase, poi locomotive a corrente continua, locomotori Diesel, elettromotrici, fino ad automotrici e carrozze passeggeri. Merita nota il Treno Reale, convoglio di undici vagoni, costruito nel 1929 per le nozze di Umberto II di Savoia con Maria José del Belgio.
Molti dei musei scientifici di Napoli sono di pertinenza di Università:
Alla Vanvitelli appartengono:
- Museo di anatomia umana, sito nell'ex Monastero di Santa Patrizia, espone una vasta ed eterogenea collezione, tra le più importanti al mondo di quest'ambito.
- Museo di farmacologia, sito nell'ex Monastero di Sant'Andrea delle Dame.
- Museo di Stomatologia e Odontoiatria

Di pertinenza, invece, della Università Federico II sono:
- Museo di anatomia veterinaria (Federico II)
- Museo di antropologia (Federico II)
- Museo di fisica (Federico II)
- Museo di mineralogia (Federico II) Fondato nel 1801, permane nell'originaria sede del Complesso del Gesù Vecchio con una collezione, tra le più rilevanti in Italia, composta da oltre 30.000 campioni.
- Museo di paleontologia (Federico II) Il museo si snoda in numerosi ambienti del Complesso dei Santi Marcellino e Festo, esponendo una ricchissima collezione di più di 50.000 pezzi di fossili vegetali e animali. Il pezzo più celebre è l'Allosauro ritrovato nel 1993 negli Stati Uniti e acquistato dall'Università Federico II di Napoli nel 1996.
- Museo zoologico (Federico II)

L'Università degli Studi di Napoli "L'Orientale" vanta allo stato attuale il:
- Museo Orientale Umberto Scerrato e il Museo della Società Africana d'Italia, sito nel piano terra dello storico Palazzo Du Mesnil.

L'Università degli Studi di Napoli "Parthenope" il:
- Museo navale
- Museo del mare

Il museo del mare, sito in via di Pozzuoli, è nato come laboratorio museale dell'Istituto Nautico "Duca degli Abruzzi" e ha come obiettivi fondamentali la diffusione della conoscenza e della cultura marinara, oltre che la salvaguardia e la valorizzazione dell'eredità culturale marittima e nautica della Campania.
Il nucleo iniziale del Museo del Mare risale al 1904, anno in cui il regio Istituto Nautico ottenne l'autonomia scolastica nella storica sede di via Tarsia. Il patrimonio era costituito dal materiale didattico obsoleto ed era alloggiato in un gabinetto - museo. Il terremoto del 1980 e l'occupazione dell'edificio di via Tarsia da parte di famiglie senza casa portò assieme al degrado della struttura, il trasferimento della scuola in un'ala di un nuovo edificio di via di Pozzuoli a Bagnoli. Il problema del patrimonio del Museo, che abbandonato a sé stesso rischiava di essere preda di furti e saccheggi o vandalizzato, fu risolto con il suo trasferimento nel piano ammezzato della seconda ala del nuovo edificio consegnata nel 1992, sistemato alla meglio ma ormai messo in sicurezza. Il Museo del Mare costituiva ormai una realtà di cui essere giustamente orgogliosi: l'eccellenza del suo patrimonio, che conservava l'eredità della Scuola Borbonica dei Pilotini, già cento anni prima aveva meritato una medaglia d'oro all'Esposizione Universale di Bruxelles del 1910 e all'Esposizione Universale di Genova del 1914. Successivamente, nel 1994, con una delibera del Consiglio d'Istituto, il Museo venne aperto al territorio. Nella seduta della Giunta Regionale della Regione Campania del 29 dicembre 2007 ottenne con Delibera N. 2280 il riconoscimento di Museo di interesse Regionale. La sistemazione poco per volta ha trovato un suo assetto più coerente e ora, dopo l'ultimo allestimento realizzato dall'architetto Paola Pozzi, il Museo ha raggiunto la configurazione di un'Istituzione scientifica di prim'ordine.

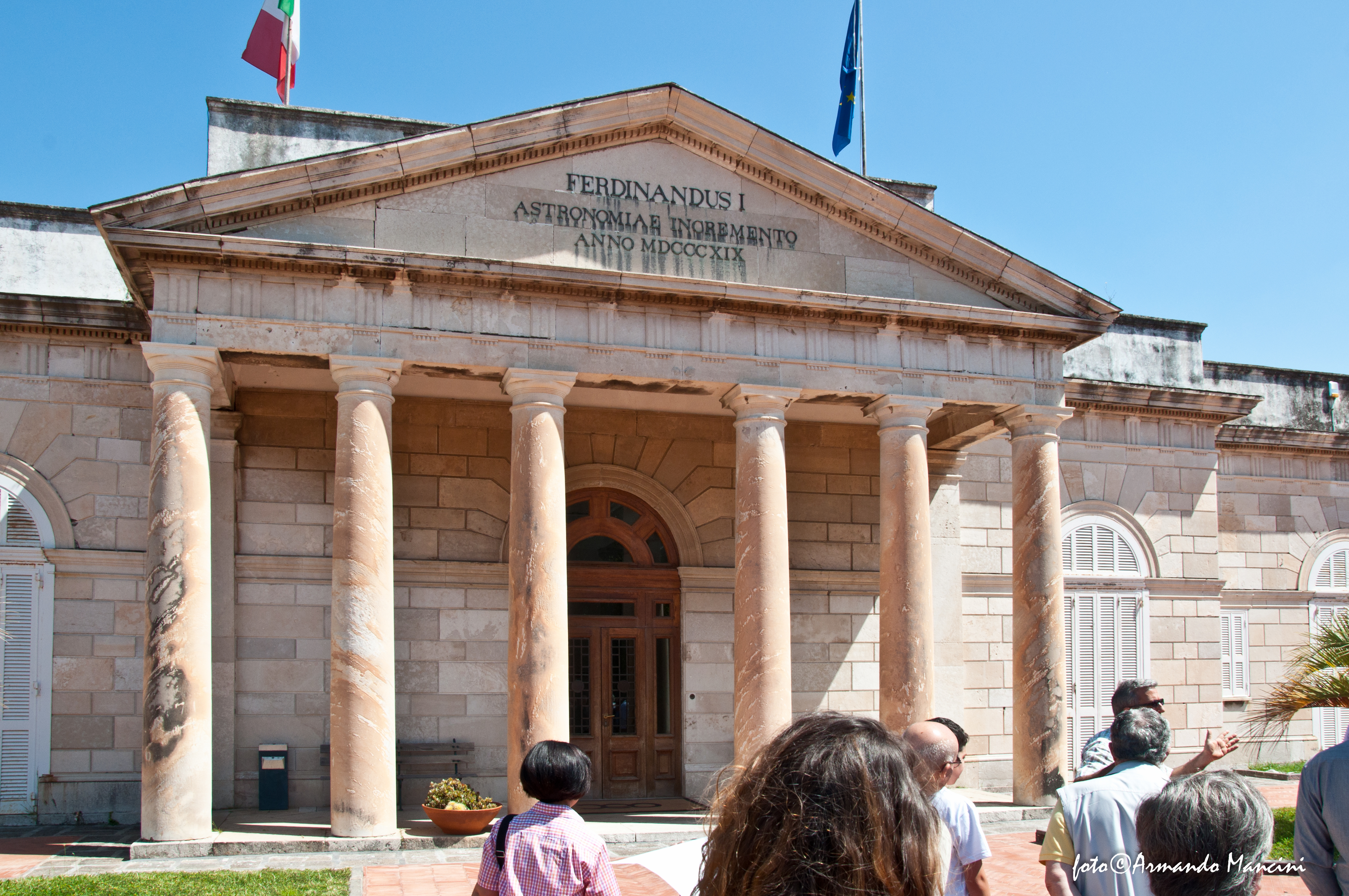
L'edificio monumentale dell'Osservatorio Astronomico di Capodimonte

- MuSA - Museo degli Strumenti Astronomici

Il museo si trova all'interno dell'Osservatorio Astronomico di Capodimonte ed è l'unico museo astronomico statale dell'Italia centro-meridionale aperto al pubblico. Inaugurato il 17 novembre 2012 con gli auspici del Presidente della Repubblica, il MuSA può contare su una superficie espositiva di circa 400 m² e integra nel percorso di visita oltre gli strumenti antichi anche una selezione dei preziosi volumi antichi tra cui la prima edizione del testo di Copernico e il volume dell'astronomo napoletano Francesco Fontana. Il MuSA, raccontando lo sviluppo e le ricerche scientifiche dell'astronomia napoletana espone degli oggetti che rivestono un ruolo di assoluto valore storico, scientifico e tecnologico. Il museo espone circa cento oggetti che rappresentano la strumentazione astronomica utilizzata a Napoli per tutto l'Ottocento e nei primi decenni del Novecento, fatta di teodoliti, cerchi meridiani, fotometri, spettrografi, cannocchiali altazimutali, strumenti di calcolo, orologi a pendolo, strumenti dei passaggi e tanti altri ancora.. Tra questi si possono ammirare il più grande telescopio di inizio Ottocento realizzato da Reichenbach e Fraunhofer nel 1814 e il telescopio rifrattore di Merz, il primo telescopio finanziato dal nuovo Stato italiano unitario, arrivato a Napoli nel 1863. Una parte importante della collezione è rappresentata dai cinquecenteschi oggetti della Collezione Farnese, trasportata da Parma a Napoli da Carlo di Borbone, che dall'inizio dell'Ottocento sono patrimonio dell'Osservatorio: il globo celeste e l'orologio astronomico. Il MuSA si completa con il padiglione del cerchio meridiano di Repsold, unico in Italia ad aver conservato l'impianto originario, il padiglione dello strumento dei passaggi] di Bamberg, ma anche con le architetture monumentali dei suoi edifici, con le amenità del suo parco e la bellezza delle vedute.
- Orto botanico e Museo di paleobotanica e di etnobotanica

L'orto botanico di Napoli, voluto all'inizio del XIX secolo, è un ambiente naturale ricreato artificialmente che si estende per 12 ettari e ospita circa 9 000 specie vegetali e quasi 25 000 esemplari. Nell'orto all'interno di un edificio dalla forma similare a un castello è ospitato il museo di paleobotanica e di etnobotanica.

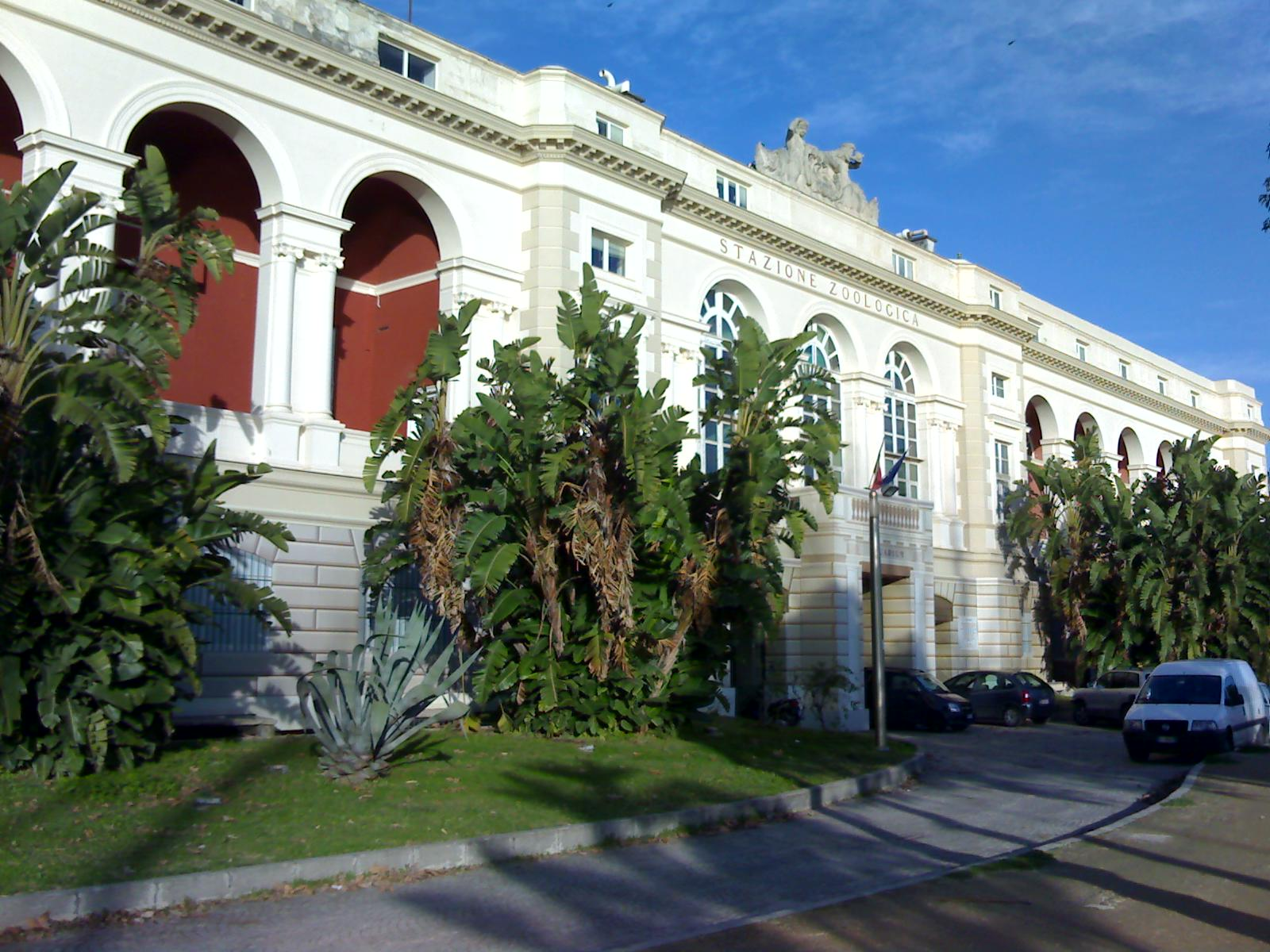
Stazione zoologica Anton Dohrn

- Stazione zoologica Anton Dohrn, Acquario e Museo Darwin-Dohrn

Il polo si trova all'interno della villa comunale e comprende sia l'acquario della città (il più antico d'Italia), sia l'erbario, la collezione zoologica, l'archivio storico e l'annessa biblioteca. L'acquario è di ridotte dimensioni, ospitando trenta vasche contenenti essenzialmente specie marine del golfo di Napoli. L'edificio presenta al primo piano, nella grande sala della biblioteca, che conta oltre 90 000 volumi e una preziosa collezione di primi testi scientifici, pregevoli affreschi nei soffitti di Hans von Marées rappresentanti la Vita di pescatori napoletani. Il palazzo fu costruito nel 1872 ed è intitolato ad Anton Dohrn, che fu anche il fondatore dell'istituto. Nel 2021 è stato inaugurato il Museo Darwin-Dohrn che contiene strumenti e imbarcazioni utilizzate, nel corso degli anni, per le ricerche marine.
- Museo delle Arti Sanitarie e di Storia della Medicina

Sito nel Complesso degli Incurabili, esso è stato allestito in forma "abbozzata" dall'Associazione Il Faro di Ippocrate e aperto al pubblico nel 2010. Espone in un percorso di alcune sale ferri chirurgici, strumenti medici, una farmacia ottocentesca portatile (quella di frà Nicola), libri e stampe d'epoca d'argomento medico, eccetera. Nel 2019 la Regione Campania ha stanziato 100 milioni per l'intero Complesso. Il progetto di restauro prevede, tra le altre cose, un riallestimento e un ingrandimento del museo.
- Museo dello Scudillo

Percorso didattico sull'acquedotto di Napoli dell'azienda ABC (Acqua Bene Comune) presso il sito dello Scudillo.
- Museo di Storia Naturale Giuseppe Mercalli[33]

Esso si trova nel Liceo classico statale Vittorio Emanuele II (il più antico della città) e costituisce uno dei più interessanti esempi di "musei didattici" di Napoli. Intitolato al grande vulcanologo e sismologo milanese che qui insegnò per molti anni, espone in sei sale un'eterogenea raccolta (creatasi grazie alla donazione effettuata nel 1863 dall'Istituto di Mineralogia della Federico II e a quelle successive di grandi insegnanti come il già citato Mercalli, Gaetano Licopoli, Michele Geremicca e Ugo Moncharmont) di materiale zoologico (fossili, ornitologia, malacologia eccetera), botanico e mineralogico. È visitabile solo su prenotazione.